# خطايلو
خطايلو هي قرية في مقاطعة أرومية، إيران. يقدر عدد سكانها بـ 419 نسمة بحسب إحصاء 2016.